# Ingrid Tobiasson
Ingrid Margareta Tobiasson, född 2 februari 1951 i Stockholm, är en svensk operasångerska (mezzosopran). Till hennes främsta roller i en ytterst mångsidig karriär räknas titelrollen i Bizets Carmen och Elisabet I i Donizettis Maria Stuarda.
Hon utnämndes till hovsångerska 2000 och tilldelades Jussi Björlingstipendiet 2001. 
Ingrid Tobiasson är dotter till barnteaterpedagogen Inga Tobiasson.

## Diskografi
- Wilhelm Stenhammar, Tirfing. Utdrag. Sterling CDO-1033-2. Svensk mediedatabas.
- Erich Wolfgang Korngold, Die tote Stadt. Thomas Sunnegårdh, Katarina Dalayman. (Liveupptagning från Stockholmsoperan 1996). Naxos 8.660060-1 (2 CD). Svensk mediedatabas.
- Richard Wagner, Wesendonck Lieder; Mahler: Kindertotenleider; Weinberger: Chestnut Tree. Ingrid Tobiasson, Sixten Ehrling, dir., Royal Swedish Opera Orchestra. Caprice CAP 21661. Svensk mediedatabas.
- Daniel Börtz, Backanterna. Kjell Ingebretsen, dir., Stockholm Royal Opera Chorus, Stockholm Royal Orchestra, Sylvia Lindenstrand, Berit Lindholm, et al. Caprice CAP 22028:1-2. (2 CD). Utgör ljudspår från filmen.
- Ingvar Lidholm: Ett Drömspel. Kjell Ingebretsen, dir. , Stockholm Royal Choir, Stockholm Royal Orchestra, Hillevi Martinpelto , et al. Caprice CAP 22029:12-2. Svensk mediedatabas.
- Giuseppe Verdi, Don Carlos. Peter Mattei, Bengt Rundgren, Martti Wallén, Jaakko Ryhänen. Naxos  8.660096, 8.660097, 8.660098. (3 CD). Svensk mediedatabas.
- Mistress Quickly i Verdis Falstaff. Med Hillevi Martinpelto, Loa Falkman m.fl. Kungliga hovkapellet. Dir. Pier Giorgio Morandi. 2008. House of Opera CD12136. (www.operapassion.com). Läst 15 januari 2013.

## Filmografi
- 1957 – Möten i skymningen
- 1987 – Aida
- 1993 – Backanterna (TV-teater)

## Priser och utmärkelser
- Medaljen Litteris et Artibus av 8:e storleken i guld (GMleta, 2020) för framstående konstnärliga insatser som operasångare[1]